# Heraldické znaky českých zemí

Grafické ztvárnění znaku Zemí Koruny české, tak jak jej zaznamenal rakouský heraldik Hugo Gerhard Ströhl (1851–1919)

Tento článek pojednává o historii českých zemských znaků. Během dlouhé historie českého státu měl monarcha vládnoucí nad Čechami z titulu českého panovníka možnost se prezentovat několika různými znaky. Mezi znaky, které patřily českému panovníkovi, byly především znaky Čech, Moravy a Slezska, které ho provázely od vzniku znaků až dodnes. Nicméně mohl také používat i zemské znaky dalších zemí, které se postupem času od vlivu českého panovníka odtrhly. Mezi tyto země patřily především obě Lužice, Braniborsko, Horní Falc a na přechodné období i Lucembursko.
Současné znaky historických českých zemí

Znak Čech (zástupně užívaný jako znak všech českých zemí)
Znak Moravy
Znak Českého Slezska (Slezská orlice)

Máme-li vedle sebe zastoupenu řadu znaků zemí (tzv. znakovou galerii), pak každý znak představuje jen onen jeden celek. V případě galerie "Současné znaky historických českých zemí" se jedná o znakovou galerii všech historických zemí tvořících současnou Českou republiku - znak Čech, Moravy a (části) Slezska. Pokud je někde znak (našeho) dvouocasého lva představen samostatně, chápeme jej nejenom jako znak Čech, ale i českých zemí (někdejší koruny, nyní republiky).

## Historické znaky Čech

Grafické ztvárnění plamenné orlice Přemyslovců

Původním znakem Českého knížectví se stala svatováclavská plamenná orlice, jelikož byla erbem vládnoucího českého rodu, Přemyslovců. Nejstarší a zřejmě úplně první doklad pro tuto heraldickou figuru pochází z mincí knížete Bedřicha z období 1179–1181. Je na nich orlice s roztaženými křídly obklopená symetrickými křížky, což zřejmě mělo představovat plameny obklopující křídla. Další doklad tohoto erbu pak pochází z jezdecké pečeti Přemysla Otakara I. z let 1192–1193. Podle dokladů z pečetí pak Přemysl Otakar I. a jeho nástupce Václav I. používali erb plamenné orlice až do roku 1253 (úmrtí Václava I.). Původ orlice v plamenech se odvozuje od erbu římských císařů, kteří měli od Fridricha I. erb černé orlice ve zlatém poli (Přemyslovci přijali podobné znamení jako symbol blízkosti císařského dvora a výrazu prestiže mezi říšskou aristokracií). 
Nejstarší dochované barevné vyobrazení znaku Čech představuje fresková výzdoba sálu hradu Gozzoburg v Kremži z doby okolo roku 1270. Další barevné vyobrazení dvouocasého lva i barevné vyobrazení plamenné orlice se dochovalo v pasionálu abatyše Kunhuty, vytvořeném v letech 1313–1321, kde jsou oba znaky, spolu se znakem sv. Jiří (kterému byla zasvěcena klášterní bazilika), společně umístěny nad trůn abatyše Kunhuty. V díle samém je znak dvouocasého lva popsán jako znak Čech a znak plamenné orlice je popsán jako znak sv. Václava.
Už v průběhu 13. století se začala černá orlice v plamenech spojovat s postavou svatého Václava.
Ve středověku o původu černé plamenné orlice kolovalo několik legend. Jednu z nich, historicky nevěrohodnou, zachytil (vytvořil?) neznámý kronikář Dalimil na počátku 14. století. Podle ní je počátky této orlice třeba hledat kolem roku 1020 v souvislosti s únosem Jitky ze Svinibrodu mladým Přemyslovcem Břetislavem. Jitčin otec, císař (Dalimil jej nejmenuje), podle Dalimila pohrozil, že v odvetu za únos poplení Čechy ohněm; Jitka mezi Břetislavem a otcem dohodla smír a císař svému novému zeti údajně dal právo, kdykoli se vydá na jeho dvůr, krajinu kolem sebe poplenit ohněm. Nejenže však takové právo je samo o sobě sotva představitelné, Dalimil popletl Jitčiny rodinné vztahy (jejím otcem byl nordgavský markrabě Jindřich Babenberk) a především umístil počátky přemyslovského heraldického znaku do období, které o jedno století předcházelo samotnému vzniku heraldiky.
Další, rovněž historicky nepodložená a nevěrohodná heraldická legenda spojuje počátky plamenné orlice se Štilfrídem, který je částečně podobný s hrdinou německých bájí, Siegfriedem. Tato legenda vypráví o bájném českém knížeti Štilfrídovi, který se vydal získat svými skutky polepšení svého erbu z kotle (podle Dalimilovy kroniky dostal tuto figuru kníže Boleslav I. za trest kvůli vraždě svého bratra Václava od císaře po porážce roku 964, avšak v 10. a 11. soletí ještě žádné heraldické znaky neexistovaly) na orlici. Tento kníže se dostal na dvůr krále, který byl napaden jiným králem a právě v této chvíli se projevila odvaha Štilfrída a nabídl se, že bude bojovat proti dvanácti nepřátelským rytířům v rovném souboji a poté, co všechny porazil dostal do štítu orlici. Jméno Štilfríd ukazuje na původ německý (Stillfried), souboje se 12 reky připomínají jinou staroněmeckou báji, „Růžovou zahradu“. Další nejasnost do této báje vnáší to, že vše splynulo ještě s další pověstí, alespoň co se jména týče, o báječném knížeti Strojmíru (v Kristianově kronice) čili Stůjmíru, jenž byl prý zvolen knížetem proti Bořivojovi I., a který byl totožný se Stanimírem, který byl Dalimilem mylně uveden jako protivník Fridricha do 12. století, přesněji do roku 1174.

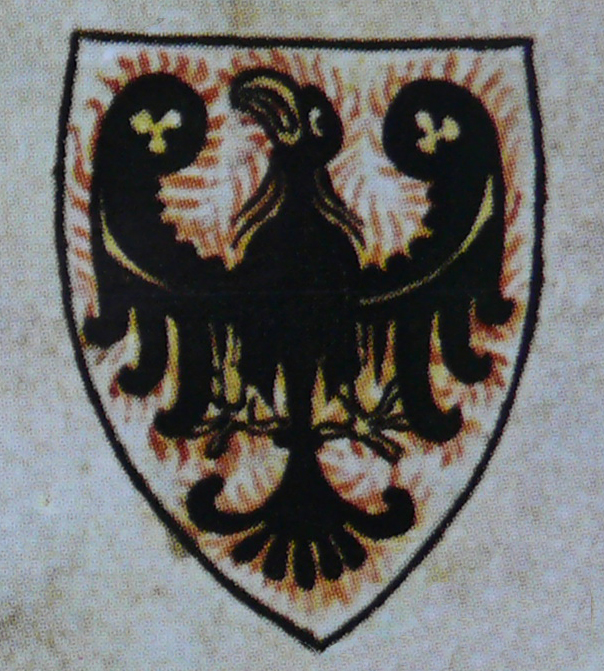
Nejstarší dochované barevné vyobrazení plamenné orlice, v pasionálu abatyše Kunhuty
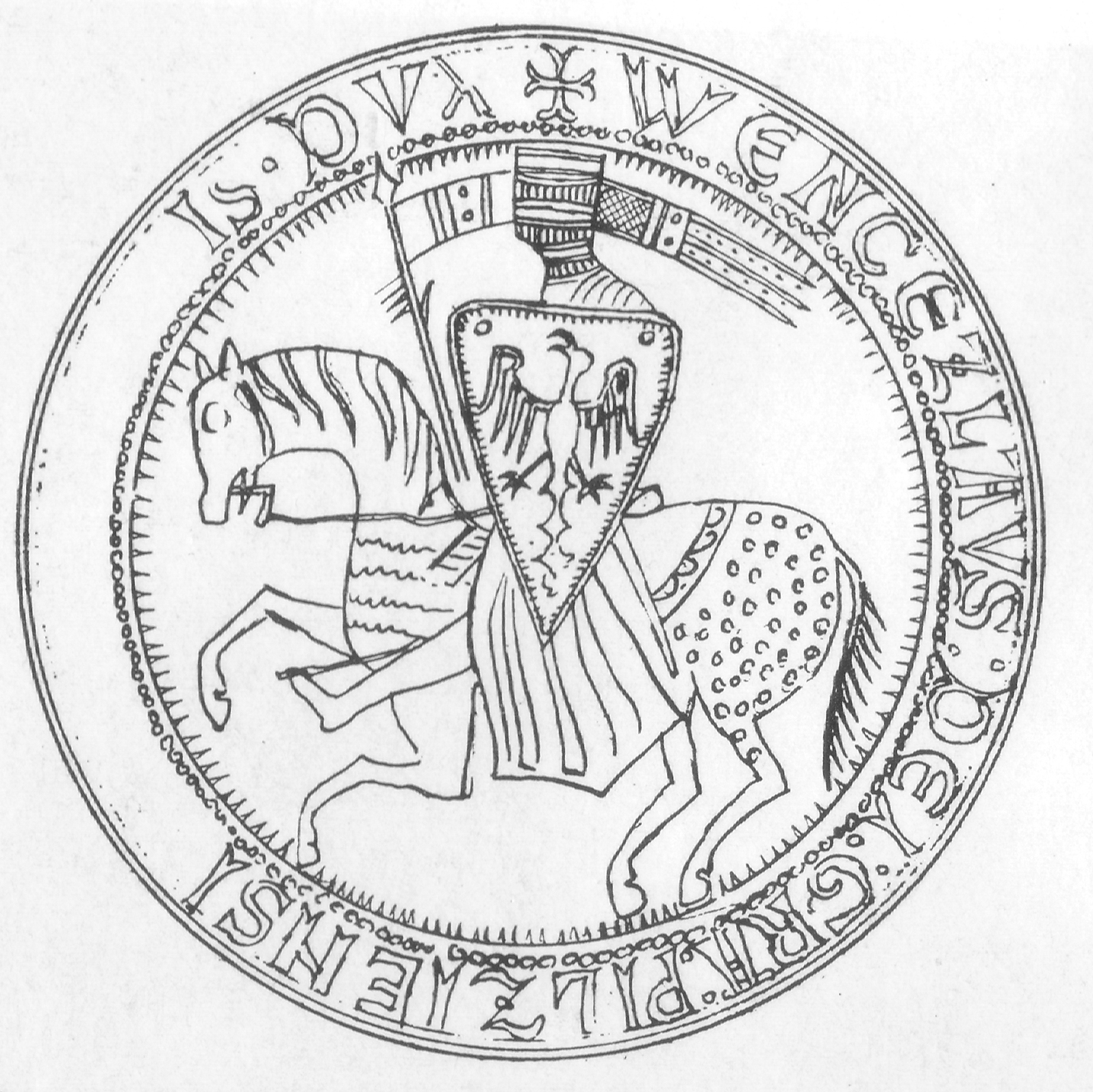
Pečeť Václava I., na jehož štítu je vyobrazena orlice
Znak italského Tridentska se svatováclavskou plamennou orlicí
Znak italského města Trenta

Grafická podoba znaku vytvořená dle středověkého vyobrazení

Grafická podoba znaku, který vytvořil rakouský heraldik Hugo Gerhard Ströhl

Anonymní kronikář Dalimil přináší i legendu o změně českého znaku z orlice na lva. Podle Dalimila získal roku 1158 český kníže Vladislav II. od Fridricha Barbarossy královský titul a zároveň jako erb stříbrného lva s jedním ocasem na červeném poli. Avšak ani tato pověst se nezakládá na skutečnosti. V roce 1213 je poprvé lev použit na pečeti moravského markraběte Vladislava Jindřicha, avšak není zřejmé, zda se jednalo o tentýž symbol, který se později stal znakem českých králů a českého království (z vyobrazení pečeti není rozeznatelný především počet ocasů). První nesporné vyobrazení dvouocasého lva (téměř jistě stříbrného na červeném poli) pochází až z roku 1247 z pečetí moravského markraběte Přemysla II. a pečeti města Brna z téhož roku. Dvouocasým lvem se Přemysl reprezentoval jako moravský markrabě a teprve od roku 1253, kdy po smrti Václava I. nastoupil na pražský trůn, jej začal používat jako symbol svého královského titulu (pro Moravu pak vytvořil nový symbol šachované orlice). Dvouocasost Přemyslem užívaného lva se obvykle vysvětluje jako symbol jeho spoluvlády s otcem Václavem. Tento znak s různými drobnými změnami ve výzdobě zůstal znakem Českého království až do roku 1918 a jako znak Čech až dodnes.
Kronikář Dalimil má ve svém díle i pověst o rozmnožení jednoocasého lva údajně získaného Vladislavem II., podle ní Přemyslu Otakarovi I. polepšil o druhý ocas beze změny tinktury římský král Ota IV. za pomoc při potlačování saského povstání (Dalimil však spojuje dvouocasého lva s tímto panovníkem mylně, Přemysl Otakar I. vždy používal plamennou orlici).
O zisku figury lva do znaku také vypráví jiná heraldická legenda o Bruncvíkovi, která navazuje na legendu o Štilfrídovi. Tato legenda se zdá být inspirovaná také německými bájemi, mimo jiné o Jindřichu Lvovi, odkud je také vyvozován název hlavní postavy, Bruncvíka, vzhledem k tomu, že Jindřich byl z Brunšvíku (staroněmecky von Bruneczwig). Dříve se myslelo, že Bruncvík měl představovat českého knížete Vladislava II., ale tento názor se ukazuje jako chybný především vzhledem k Vladislavovým skutkům, podle kterých Bruncvík byl spíše jeho syn Přemysl Otakar I.

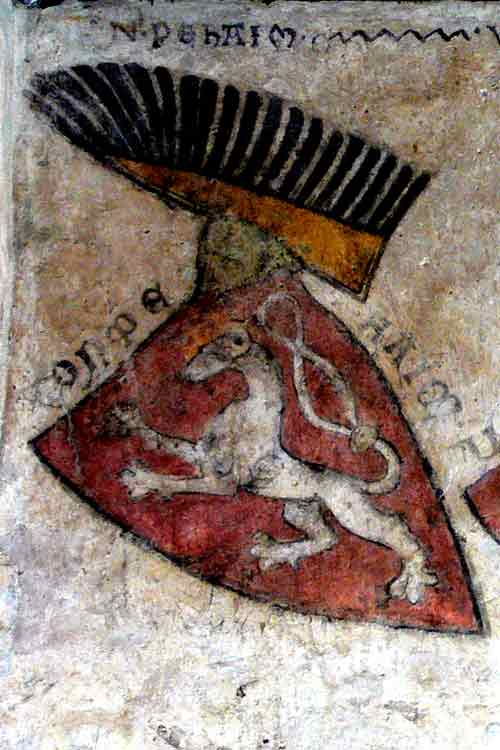
Nejstarší dochované barevné vyobrazení znaku Čech, fresková výzdoba sálu hradu Gozzoburg v Kremži z doby okolo roku 1270.
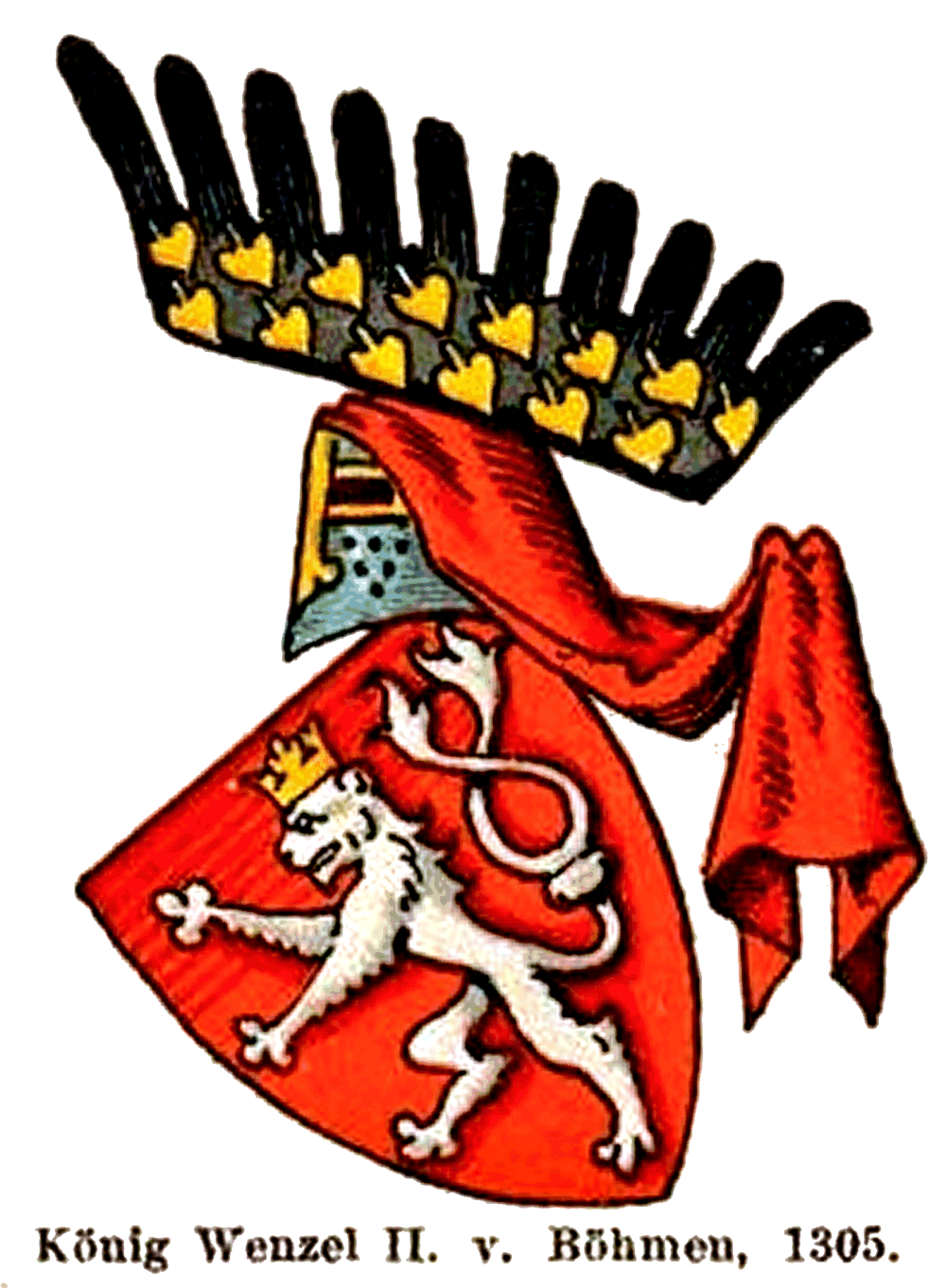
Podoba znaku za Václava II., sborník Adolfa Matthiase Hildebrandta
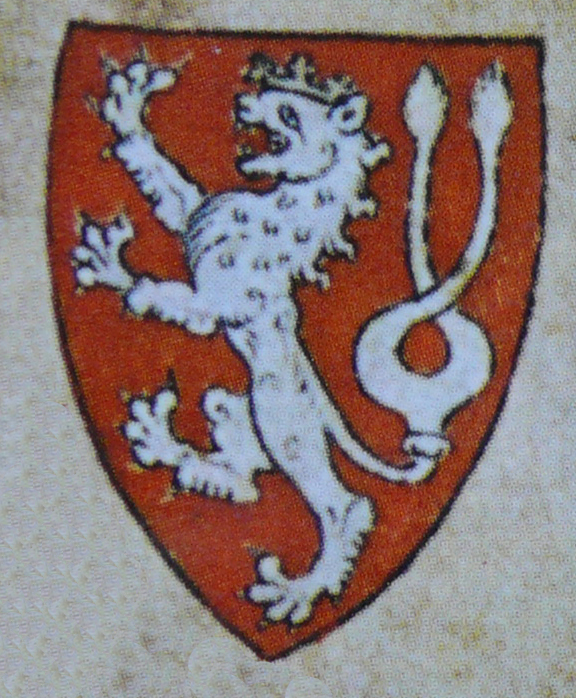
Vyobrazení českého lva v pasionálu abatyše Kunhuty
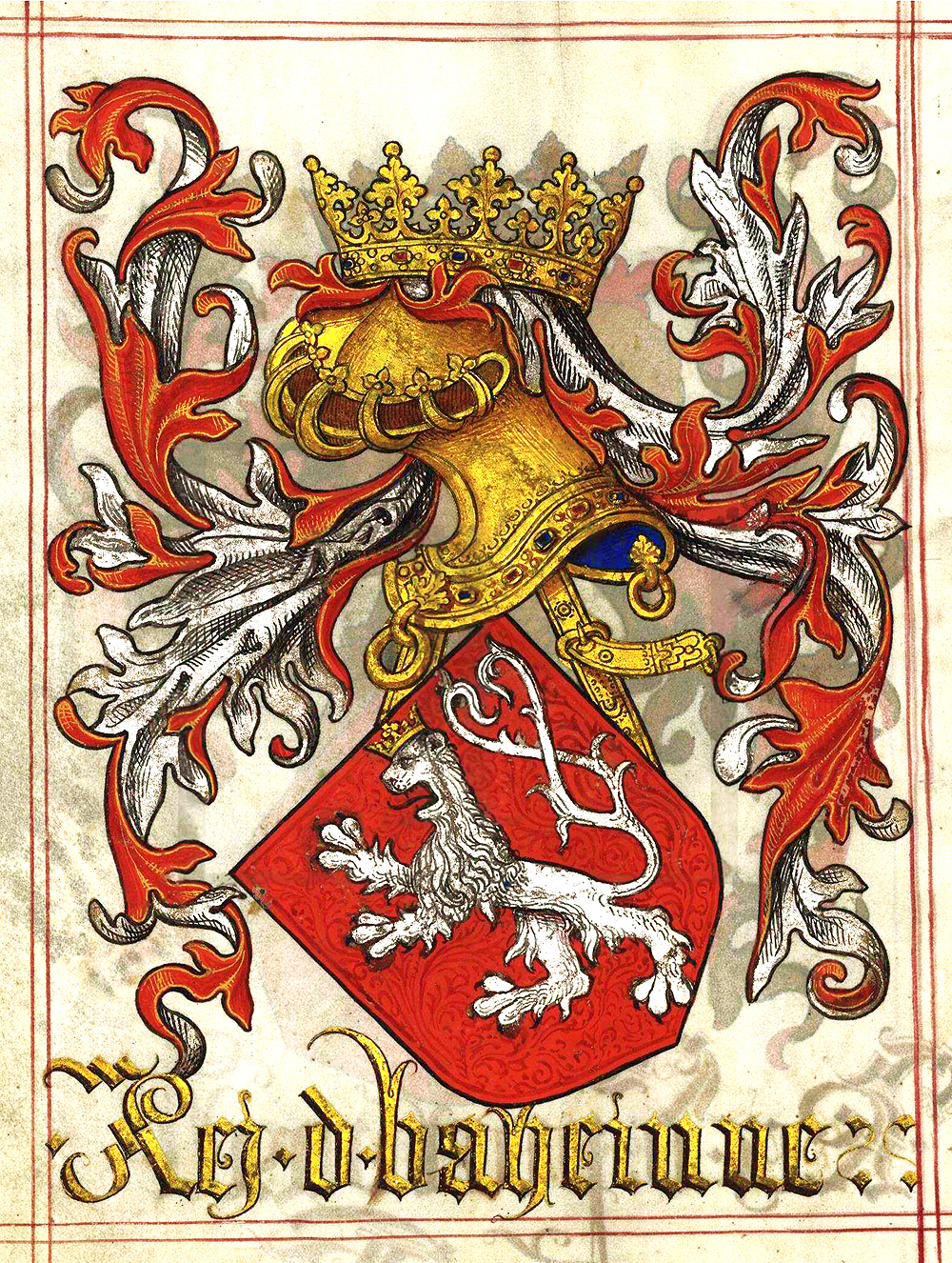
Erb českého krále („Rei de Baheinne“) v portugalském sborníku Livro do Armeiro-mor
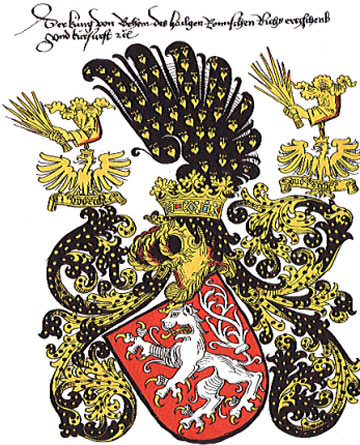
Erb českých králů
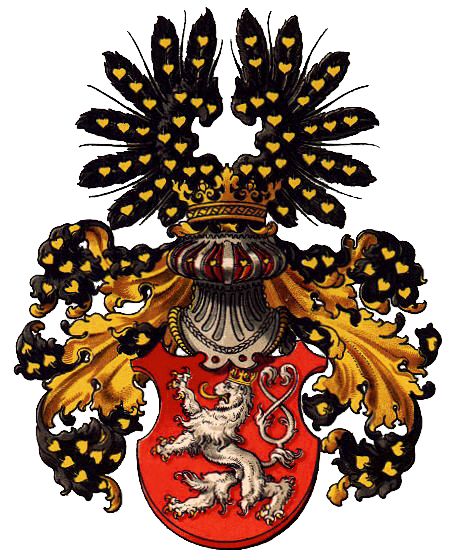
Erb českých králů s přílbou a klenotem, jehož autorem je Hugo Gerhard Ströhl
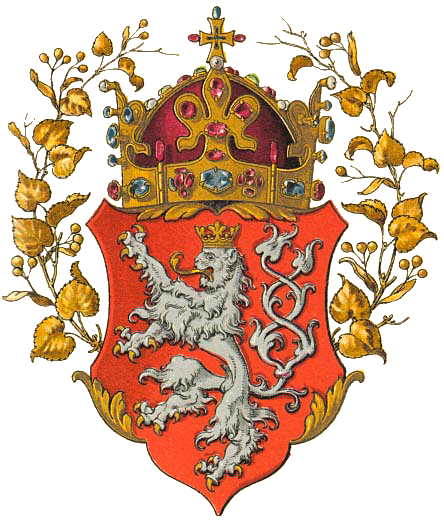
Verze znaku se svatováclavskou korunou, autor Hugo Gerhard Ströhl
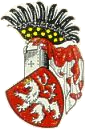
Erb českých králů, jiné grafické ztvárnění

Problémem pro doložitelnost jiného výkladu zůstává, že případné tvrzení o "možném společném rodovém" znamení "všech" Přemyslovců (od konce 12. do poloviny 13. století) není doložitelné. Kromě ústředního panovnického (pražského) symbolu orlice - a to až do změn provedených Přemyslem Otakarem II. po polovině 13. stol., jsou dochovány jen pečeti suverénních vladařů (v případě českého krále je to orlice; u moravských markrabat lev, s otázkou sporného počtu ocasů (?), přitom zcela bez ohledu na příbuzenský vztah jednotlivých markrabat; nebo údělníků - Děpolticů, kteří spojují obě figury). Chybí nám pečetní heraldické znamení Přemyslovce "bez titulu" (bez přímé územní vlády), které by doložilo "společné rodové znamení". Navíc v té době žilo velmi málo příslušníků rodu a všichni postupně velmi rychle vymřeli bez potomstva, až na posledního Přemysla Otakara II.
Navíc kvůli skutečnosti, že král Přemysl Otakar I. pečetil jen orlicí a jeho syn, mladší král Václav I. (ještě jako plzeňský a budyšínský údělník) a dědic také logicky jen orlicí (a stejně tak, když byl králem), což by jasně naznačovalo dědičný rodový erb orlice, zatímco ale odbojný syn Václava I. Přemysl Otakar II. se velmi důsledně odlišuje "svým markraběcím lvem", musíme konstatovat, že již od počátku 13. století (viz po následnickém sporu bratří Přemysla Otakara I. a Vladislava Jindřicha) zde byl nezávisle vedle sebe "osobní a vladařský či v zárodku dynastický" znak jak českého panovníka (orlice - viz v linii symbolů Přemysla Otakara I. a jeho syna Václava I.), tak i moravských markrabat, celkem důsledně užívajících lva (bez ohledu na to, zda šlo o bratry či syny českého krále s orlicí). Výjimkou byl jen markrabě Přemysl (+1239) pečetící (z politických a rodinných důvodů) jak lvem tak orlicí (roku 1233).
Od počátků heraldické symboliky v Čechách a na Moravě tak jakoby byla zjevná snaha o dvě odlišná znamení pro dvě (nezávislé) země a potenciální ("českou primogenituru a moravskou sekundogenituru" - vše v Evropě té doby obvyklé). Jen Přemysl Otakar II. (jako poslední svého rodu v polovině 13. století) pak učinil onu zásadní a konečnou proměnu. Provedl "prohození" symbolů. Svého již slavného dvouocasého lva si odnesl z Moravy do Čech, navíc s babenberským břevnem vyženěného rakouského dědictví atd., na Moravu pak uvedl orlici stříbrno-červeně šachovanou. "Stará" černá plamenná orlice se stala "volnou" - nadále již "jen" tzv. svatováclavskou.
Proto ostatně (po vymření Přemyslovců 1306) nejen Jan Lucemburský, ale i dnes považujeme za ("souhrnný" - nejstarší) dynastický erb Přemyslovců právě onu jedinečnou plamennou (svatováclavskou) orlici (Přemyslovci byli ostatně potomky bratra sv. Václava), a ta je také historicky nejstarší doložené panovnické znamení (navíc v souvislosti s královským titulem).
Až do Přemysla Otakara II. není situace rozhodně ustálená a nelze jednoznačně mluvit o jednotném rodovém erbu (společném pro všechny členy Přemyslovců), natožpak konstituovaní zemských znaků (Čech a Moravy). To vše je opravdu až zásluha Přemysla Otakara II. (a jeho komplikované cesty k moci), když se stal posledním žijícím Přemyslovcem a hlavou několika zemí (království, vévodství a markrabství), v důsledku rakouského dědictví - s nutností jasné heraldické definice složité titulatury personální unie.

## Historické znaky Moravy

Grafická podoba znaku vytvořená dle středověkého vyobrazení

Úplný znak moravského markraběte do roku 1915

### Stříbro-červená orlice
První potvrzený moravský zemský znak, který byl používán moravským markrabětem Vladislavem Jindřichem, byl totožný se zemským znakem Čech. První znak s orlicí pochází ze 13. století. Celá orlice se objevila roku 1233 na pečeti při listině, kterou markrabě moravský Přemysl I. postoupil louckému klášteru patronátní právo v Příměticích. První šachování orlice je vidět až na jízdních pečetích krále Václava II. z konce 13. století, která má orlici umístěnou na štítu a dvouocasého lva na praporu. Znak s vpravo hledící a stříbrnočerveně šachovanou orlici na modrém poli již panovníci z lucemburského rodu používají na svých listinách výhradně.
Počátky znaku Moravy i Čech sahají do doby vzniku evropské heraldiky a uplatnily se zde archetypální (původní) symboly nejmocnějších zvířat – lva a orlice. Přemyslovci, jako čeští králové, užívají od přelomu 12. a 13. století důsledně orlici (tzv. plamennou či svatováclavskou), děpoltická větev rodu spojuje lva s polovinou orlice, zatímco přemyslovská moravská markrabata nosí na svých štítech jen lva, poprvé doloženého roku 1213, kdy král Přemysl Otakar I. v roce 1213 vydal listinu, kterou zaručil chotěšovskému klášteru ves Uherce. Lev je přemyslovskými moravskými markrabaty používán až do vlády Přemysla Otakara II. padlého v bitvě na Moravském poli 1278. K listině pro chotěšovský klášter krom Přemyslovy pečeti ještě připojili svoje pečeti jeho bratr, markrabě Vladislav a jejich příbuzní Děpolt a Soběslav. Právě na pečeti Děpolta je vidět půl lva a půl orlice (na zbylých dvou pečetích není vidět nic). Výjimkou byl pouze markrabě Přemysl (1209-1239), který pečetil v roce 1233 oběma znaky (lva i orlice) neznámých tinktur.
Přemysl Otakar II., jako moravský markrabě a tzv. mladší král (odbojný vůči svému otci králi Václavovi I.), měl ve znaku dvouocasého lva (od roku 1247, viz též na pečeti Brna), který se ale ještě za jeho života stává konečným symbolem královských Čech a přeneseně též svazku zemí Koruny české (dodnes jej v této podobě vidíme v malém státním znaku České republiky).
Plamenná orlice je nadále trvalým symbolem sv. Václava, zemského patrona a věčného panovníka (jemuž náleží i královská Svatováclavská koruna). Po vymření Přemyslovců (1306) je pak tento "uprázdněný" erb plamenné orlice udělen králem Janem Lucemburským městu Tridentu. Jakmile po smrti krále Václava I. (+1253) usedá Přemysl Otakar II. na český trůn, jeho "z Moravy přenesený" dvouocasý lev se stává znakem Čech a jako "nový" znak markraběcí Moravy se definitivně objevuje orlice (doložená na jeho pečeti 1262).
Její stříbrno-červené (tj. v praxi bílo-červené) šachování, včetně zlaté koruny a zbroje (zobáku a pařátů), máme doložené na nejstarším dochovaném barevném vyobrazení (vedle znaku Čech již v podobě dvouocasého lva) přímo z doby života a vlády Přemysla Otakara II. (jejich tvůrce) ve freskové výzdobě kremžského Gozzoburgu z doby okolo roku 1270.
Všechna další moravská markrabata, čeští králové i císařové z nástupnických dynastií již tohoto symbolu užívala beze změny až do vzniku Československé republiky v roce 1918. Výjimkou je epizodické období 1915-1918 v letech první světové války (válečné mašinérie a stanného práva), kdy bylo stříbrno-červené šachování nahrazeno zlato-červeným (čili změnou bílé na žlutou). Změna šachování vznikla na základě císařského privilegia z roku 1462 a především díky snaze zemské samosprávy po roce 1848 (v době politických a národnostních bojů).

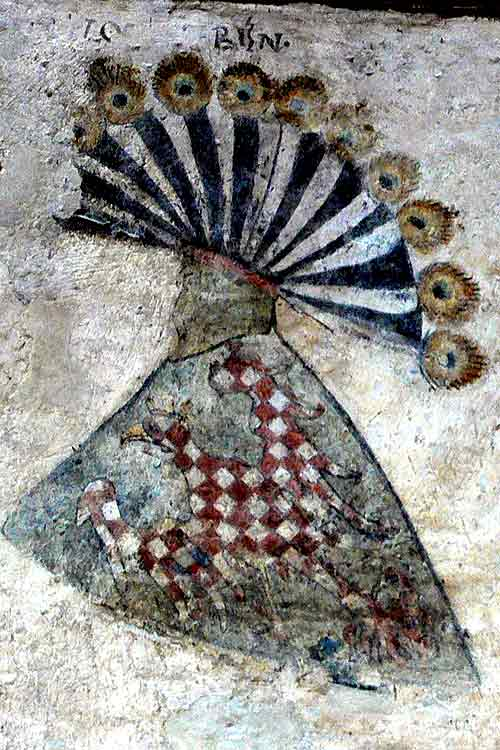
Nejstarší dochované barevné vyobrazení znaku markraběcí Moravy, fresková výzdoba sálu hradu Gozzoburg v Kremži z doby okolo roku 1270.
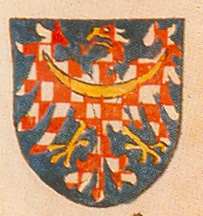
Moravský znak (iluminace z roku 1459)

### Zlato-červená orlice
Když se ve Vídni roku 1462 vzbouřili proti císaři Fridrichu III., vyslal král Jiří z Poděbrad vojsko císaři na pomoc. Fridrich III. pak 7. prosince 1462 za pomoc proti rakouským stavům na žádost moravského zemského hejtmana Jindřicha z Lipé vydal erbovní listinu, jíž stavům moravského markrabství udělil znak, v němž je stříbrné a červené šachování moravské orlice změněno na červené a zlaté. Tento Fridrichův majestát nebyl nikdy potvrzen moravským markrabětem a českým králem Jiřím z Poděbrad (na rozdíl od obdobného císařského majestátu pro Pražany, potvrzeného králem Vladislavem II.). Fridrichova listina tak byla nadále (jen okrajovou a v praxi neuplatňovanou) součástí rozsáhlých stavovských privilegií, později opakovaně potvrzovaných moravskými markrabaty, např. v roce 1628 císařem Ferdinandem II. v rámci pobělohorského vypořádávání se s českými zeměmi, bez zkoumání jednotlivostí, mezi dalšími důležitějšími privilegii společně potvrzenými jako celek, neporušujícími především pobělohorské Obnovené zřízení zemské. Úřady tedy stále užívaly (původní) stříbrno-červené šachování orlice a např. i roku 1836 byl vydán úřední popis znaků všech rakouských zemí s „bíločervenou“ moravskou orlicí.
V předbřeznové době, kdy ve slovanských částech Rakouska sílilo vědomí slovanství, chtěly moravské stavy (na popud poslance Josefa Cibulky či Aloise Vojtěcha Šembery) demonstrovat svou oddanost habsburské dynastii a opět se přihlásily k pozapomenutému erbovnímu polepšení z roku 1462. Stavy proto požádaly dvorskou kancelář, aby potvrdila orlici žlutočervenou. Zemský „selský“ sněm z revolučního roku 1848 se 14. srpna při rokování o nové ústavě zemské usnesl na tom, že: „... země moravská podrží dosavadní svůj erb zemský, totiž orlici vpravo hledící, v poli modrém a zlatočerveně kostkovanou. Zemské barvy jsou zlatá a červená“. Návrh nové ústavy byl schválen 20. září 1848 a následně byl postoupen k projednání říšskému sněmu. Ústavodárný říšský sněm byl po nepokojích v říjnu 1848 přenesen do Kroměříže a jeho návrh ústavy byl hotov 4. 3. 1849, avšak nevešel v život. Ještě týž den vydal císař František Josef I. manifest o rozpuštění ústavodárného říšského sněmu. 4. 3. 1849 vyšla také nová oktrojovaná tzv. Stadionova ústava, ani ta neměla dlouhého trvání. Ministerstvo vnitra však kolem roku 1880 vyslovovalo souhlas kromě stříbrné a červené s užíváním i zlaté a červené na zemském znaku. Tím však otázka moravských barev nebyla vyřízena, protože moravský znak ve velkém a středním císařském znaku zůstával nezměněn, avšak bylo povoleno užívat znak v podobě zachycené na krátce předtím vydaném tablu pro národní školy, tzn. se zlatočerveně šachovanou orlicí. Na velkém a středním habsburském znaku bylo nadále stabilně používáno původní stříbrnočervené šachování. Tímto Morava používala jiný znak, než císařství pro své diplomatické účely a to až do 1915, kdy bylo šachování ve středním znaku změněno na zlatočervené.
Od roku 1918 je šachování závazně stříbrno/bílo-červené v duchu státních barev (bílo-červeno-modré trikolóry). Z právního hlediska bylo výslovně potvrzeno zákonem č. 252/1920 Sb., naposledy zákonem č. 3/1993 Sb., ve smyslu Ústavy České republiky, hovořící jasně o Čechách, Moravě a Slezsku. 
Moravští Lucemburkové nosili na přilbě svého erbu jako klenot křídlo se dvěma černými a dvěma zlatými svislými pruhy, přikryvadla byla černá, podšitá hermelínem. V pozdější době se však jako klenot moravského znaku ustálila tatáž orlice jako ve štítě, vyrůstající ze zlaté korunky. Přikryvadla nesla barvy štítu.
Stříbrno-červeně šachovaná moravská orlice je dnes nedílnou součástí velkého státního znaku České republiky a dále znaků krajů Jihomoravského, Olomouckého, Zlínského, Moravskoslezského, Pardubického a Vysočiny. Jihomoravský kraj kromě stříbrno-červeně šachované orlice (výjimečně) užívá ve čtvrceném znaku (uděleném roku 2004) právě ještě onu variantu zlato-červeného šachování orlice (oficiálně jakožto symbol smíření s někdejším německým obyvatelstvem), umístěnou v posledním čtvrtém poli. Vedle uvedených krajů je historické území Moravy obsaženo i v Jihočeském kraji (Dačicko, Slavonicko, Českorudolecko), který však ve znaku moravskou orlici nemá. Stříbrno-červeně šachovaná moravská orlice je také součástí např. městských znaků moravských měst: Jevíčka, Moravské Třebové, Olomouce a Znojma, a její různě upravené varianty nebo části najdeme i v mnoha dalších komunálních znacích na celé Moravě. Naopak zlato-červeně šachovanou orlici má ve znaku Královo Pole, Napajedla či Mariánské Hory. Dříve také Znojmo či Olomouc.

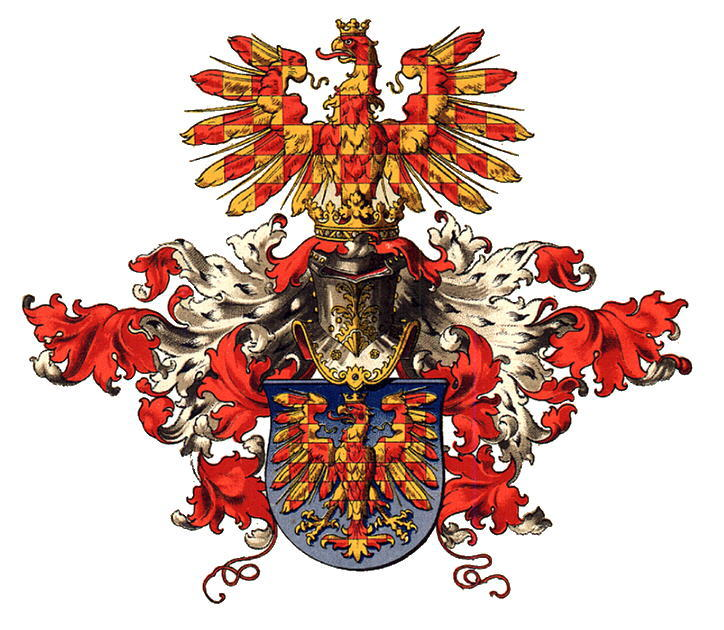
Úplný znak moravského markraběte, jehož autorem je heraldrik Hugo Gerhard Ströhl. Teoretická podoba markraběcího znaku po roce 1915.
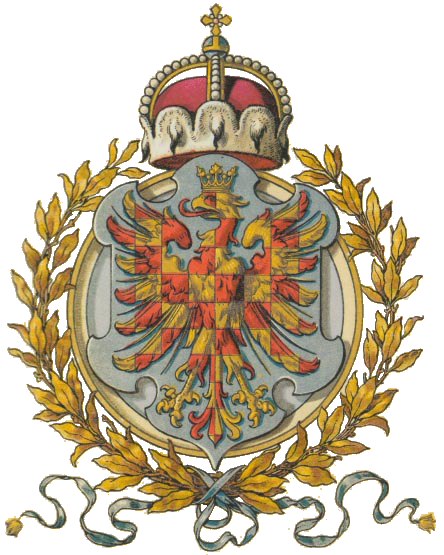
Znak Moravského markrabství, autor Hugo Gerhard Ströhl.
Červenozlatě šachovaná orlice se zlatou korunou a zbrojí. Od druhé poloviny 19. století do roku 1918 používána moravskými úřady jako zemský znak. Od roku 1915 ve znaku rakouských zemí a ve znaku rakousko-uherské monarchie. Od roku 2003 ve 4. poli znaku Jihomoravského kraje.

## Historické znaky Slezska

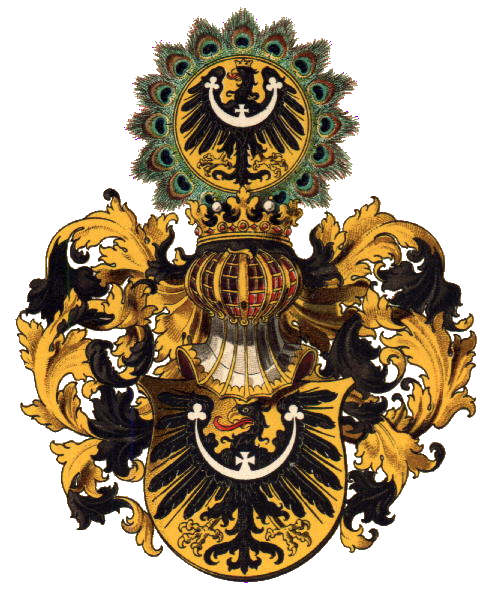
Grafická podoba znaku Slezska (také úžeji Rakouského či Českého Slezska), jehož autorem je Hugo Gerhard Ströhl

Znak Slezska jako celku – černá orlice s perisoniem ve zlatém poli – vznikl převzetím dynastického erbu vládnoucích (dolno)slezských Piastovců po roce 1335, kdy se vymřením této dynastie ve Vratislavském knížectví první část Slezska ocitla pod přímou vládou českého krále, a 1348, kdy bylo Slezsko jako jedna z českých korunních zemí právně založeno. Mezi nejstarší dochované doklady použití znaku v tomto významu patří majestátní pečeť Václava IV. z roku 1363, užívaná v kancelářské praxi, a výzdoba Staroměstské mostecké věže v Praze ze 70.-80. let 14. století, představující jeden z prvních příkladů veřejné prezentace slezského znaku.
Orlice ve znaku byla původně zobrazována nekorunovaná, od poloviny 18. století trvale nese na hlavě královskou korunu. Po oddělení většiny území Slezska od České koruny a připojení k Prusku (1742) se v roce 1815 stala varianta slezského znaku i symbolem nově utvořené pruské Provincie Slezsko; v tomto znaku je ovšem orlice korunována korunou knížecí.
Pro užší symbolizování Horního Slezska, jedné z částí Slezska jako celku, bývá používán někdejší erb Piastovců hornoslezských, zlatá orlice v modrém poli. Ta pak také byla od roku 1920 symbolem Slezského vojvodství v obnoveném Polsku.

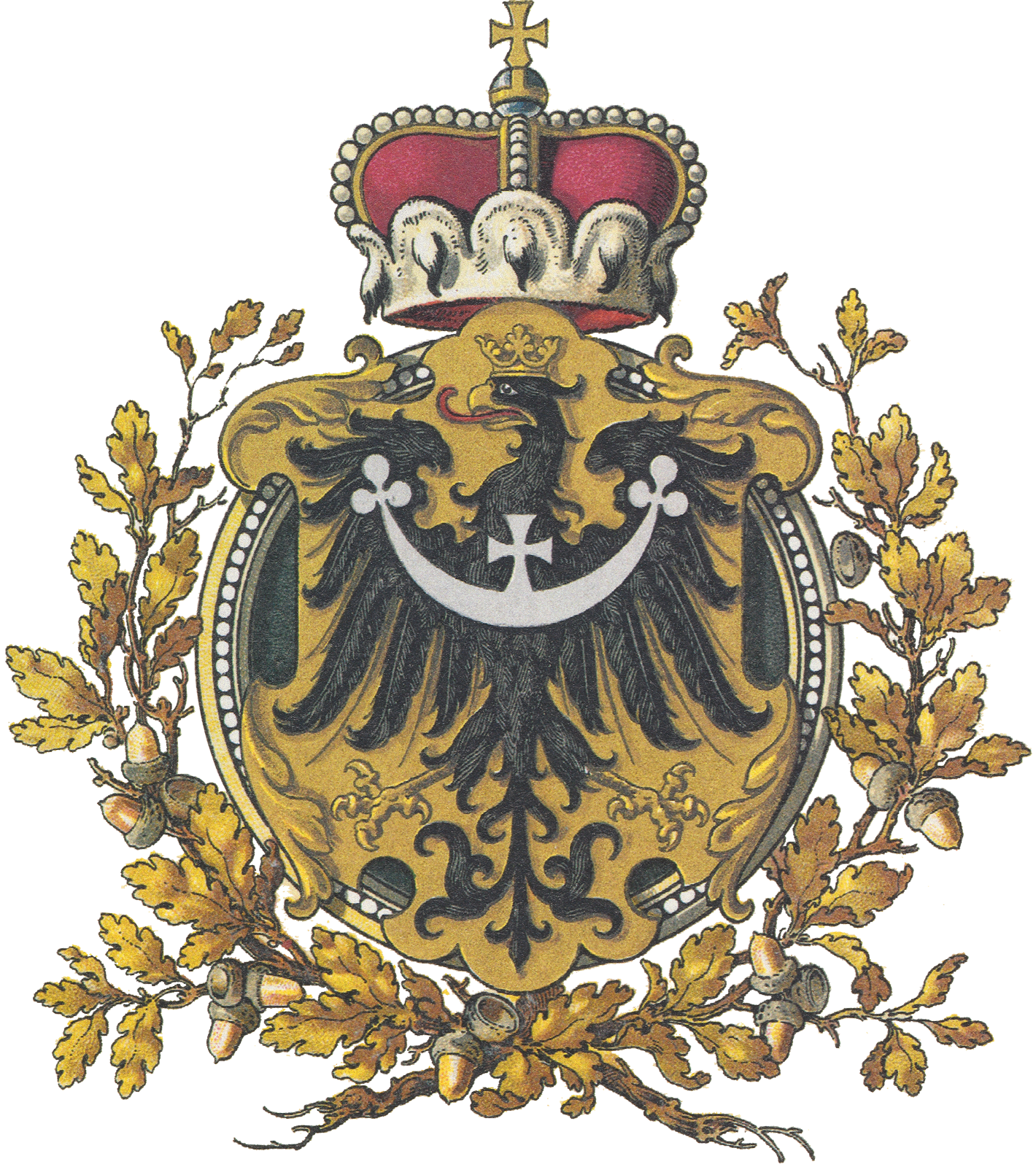
Znak Slezska bez klenotu, s knížecí korunou, autor Hugo Gerhard Ströhl
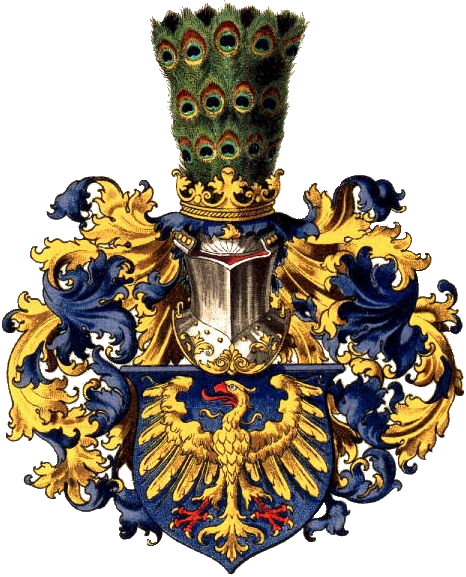
Znak Horního Slezska, autor Hugo Gerhard Ströhl
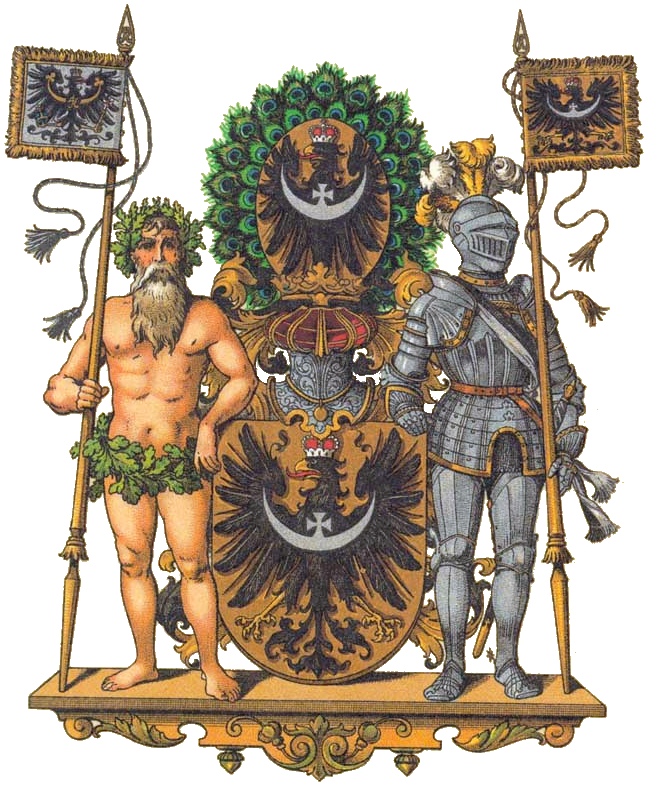
Znak pruské Provincie Slezsko (Pruského Slezska), autor Hugo Gerhard Ströhl
Znak Slezské vojvodství (Polsko)

## Historické znaky Horní a Dolní Lužice
Znak měly Lužice nejprve společný: červeného býka v stříbrném poli. Ale později Wiprecht z Grojče přijal dosavadní znak města Budyšína pro celé Budyšínsko. Po připojení Zhořelecka užívalo se téhož znaku pro celou Horní Lužici. Odtud se stal původní lužický znak znakem dolnolužickým, kdežto Horní Lužice měla ve znaku zlatou zeď o trojím cimbuří a s černými zadními pruhy v modrém poli. Po oddělení Lužic v roce 1635 si vymínila Koruna česká podržení obou znaků. Od roku 1815 obou znaků užívalo také Prusko a hornolužického pak Sasko pro svou část Horní Lužice.

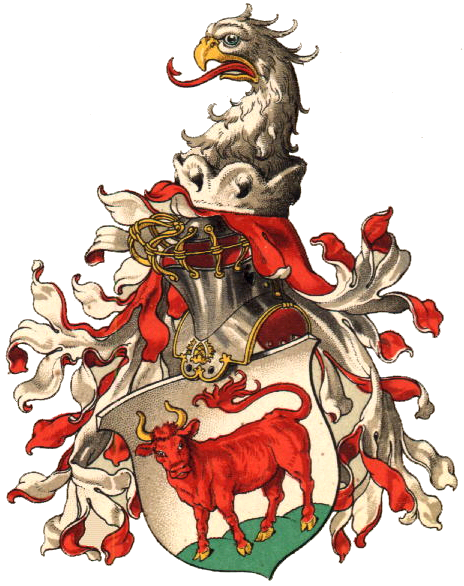
Úplný znak Dolní Lužice, autor Hugo Gerhard Ströhl
Štít ze znaku Dolní Lužice
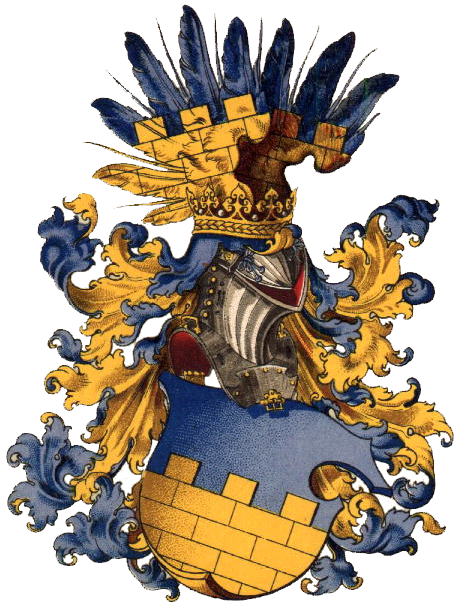
Úplný znak Horní Lužice, autor Hugo Gerhard Ströhl
Štít ze znaku Horní Lužice